# Journal of Combinatorial Designs
Journal of Combinatorial Designs is een internationaal, aan collegiale toetsing onderworpen wetenschappelijk tijdschrift op het gebied van de combinatieleer. De naam wordt in literatuurverwijzingen meestal afgekort tot J. Combin. Des. Het wordt uitgegeven door John Wiley and Sons en verschijnt 12 keer per jaar. Het eerste nummer verscheen in 1993.